# Zagrebački međunarodni festival komorne glazbe
Zagrebački međunarodni festival komorne glazbe ili Zagreb Kom, glazbena manifestacija u Hrvatskoj. Međunarodnog je karaktera. Izvodi se komorna glazba poznatih skladatelja poput Brahmsa, Schumanna, Schuberta, Mozarta, Bernsteina, Dvořáka, Čajkovskog. Održavala se svake godine u Zagrebu u Hrvatskome glazbenom zavodu, od 2006. do zaključno s 2019. godinom, kad su organizatori objavili da će to biti posljednji Zagreb Kom. Na njemu su nastupali poznati svjetski glazbenici: violončelisti Monika Leskovar, Zvi Plesser, pijanistica Ewa Kupiec, violist Guy Ben-Ziony, kontrabasist Mario Ivelja, gitarist Petrit Çeku, Trio Elogio, violist Tomoko Akasaka, violinistica Ségolène de Beaufond, violinisti Susanna Yoko Henkel, Stefan Milenković, Boris Brovcyn, Vilde Frang, violisti Guy Ben-Ziony, Hartmut Rohde, violončelisti Kristina Blaumane, Trey Lee, kontrabasist Teemu Kauppinen, pijanisti Srebrenka Poljak, Lauma Skride, Ian Fountain, hornist Radovan Vlatković, marimbistica Ria Ideta i drugi.

## Vanjske poveznice
- Službene stranice  Arhivirana inačica izvorne stranice od 30. listopada 2019. (Wayback Machine)